# 24 Heures de Daytona 1987
Navigation
Édition précédente Édition suivante
Les 24 Heures de Daytona 1987 (officiellement appelé le 1987 Sunbank Daytona 24 Hours ), disputées sur les 31 janvier 1987 et 1er février 1987 sur le Daytona International Speedway sont la vingt-cinquième édition de cette épreuve, la vingt-et-unième sur un format de vingt-quatre heures, et la première manche du Championnat IMSA GT 1987.

## Engagés
La liste officielle des engagés était composée de 73 voitures. 69 ont participé aux essais dont 15 en GTP, 15 en GTP Lights, 27 en GTO et 12 en GTU.

## Course
Voici le classement provisoire au terme de la course,,.
- Les vainqueurs de chaque catégorie sont signalés par un fond jauni.
- Pour la colonne Pneus, il faut passer le curseur au-dessus du modèle pour connaître le manufacturier de pneumatiques.

| Pos. | Classe | N° | Écurie                            | Pilotes                                                                 | Châssis                                    | Pneus | Tours | Temps                 |
| Pos. | Classe | N° | Écurie                            | Pilotes                                                                 | Moteur                                     | Pneus | Tours | Temps                 |
| ---- | ------ | -- | --------------------------------- | ----------------------------------------------------------------------- | ------------------------------------------ | ----- | ----- | --------------------- |
| 1    | GTP    | 14 | Holbert Racing                    | Chip Robinson Derek Bell Al Unser Jr. Al Holbert                        | Porsche 962                                | G     | 753   | 24 h 01 min 14 s 670  |
| 1    | GTP    | 14 | Holbert Racing                    | Chip Robinson Derek Bell Al Unser Jr. Al Holbert                        | Porsche Type 962/70 2,9 l Flat-6 Turbo     | G     | 753   | 24 h 01 min 14 s 670  |
| 2    | GTP    | 3  | Brun Motorsport                   | Oscar Larrauri Gianfranco Brancatelli Massimo Sigala                    | Porsche 962                                | G     | 745   | + 8 tours             |
| 2    | GTP    | 3  | Brun Motorsport                   | Oscar Larrauri Gianfranco Brancatelli Massimo Sigala                    | Porsche Type 962/72 3,0 l Flat-6 Turbo     | G     | 745   | + 8 tours             |
| 3    | GTP    | 16 | Dyson Racing                      | Price Cobb Rob Dyson (en) Vern Schuppan                                 | Porsche 962                                | G     | 742   | + 11 tours            |
| 3    | GTP    | 16 | Dyson Racing                      | Price Cobb Rob Dyson (en) Vern Schuppan                                 | Porsche Type 962/70 2,9 l Flat-6 Turbo     | G     | 742   | + 11 tours            |
| 4    | GTP    | 1  | A. J. Foyt Enterprises            | A. J. Foyt Al Unser Danny Sullivan                                      | Porsche 962                                | G     | 723   | Moteur                |
| 4    | GTP    | 1  | A. J. Foyt Enterprises            | A. J. Foyt Al Unser Danny Sullivan                                      | Porsche Type 962/72 3,0 l Flat-6 Turbo     | G     | 723   | Moteur                |
| 5    | GTP    | 10 | Hotchkis Racing                   | John Hotchkis (de) Jim Adams John Hotchkis, Jr.                         | Porsche 962                                | G     | 719   | + 34 tours            |
| 5    | GTP    | 10 | Hotchkis Racing                   | John Hotchkis (de) Jim Adams John Hotchkis, Jr.                         | Porsche Type 962/70 2,9 l Flat-6 Turbo     | G     | 719   | + 34 tours            |
| 6    | GTP    | 5  | Bob Akin Motor Racing             | Hans-Joachim Stuck James Weaver Bob Akin                                | Porsche 962                                | Y     | 700   | + 53 tours            |
| 6    | GTP    | 5  | Bob Akin Motor Racing             | Hans-Joachim Stuck James Weaver Bob Akin                                | Porsche Type 962/70 2,9 l Flat-6 Turbo     | Y     | 700   | + 53 tours            |
| 7    | GTO    | 11 | Roush Racing                      | Tom Gloy (en) Bill Elliot Lyn St. James Scott Pruett                    | Ford Mustang                               | B     | 685   | + 68 tours            |
| 7    | GTO    | 11 | Roush Racing                      | Tom Gloy (en) Bill Elliot Lyn St. James Scott Pruett                    | Ford 6000 cc N/A                           | B     | 685   | + 68 tours            |
| 8    | GTO    | 98 | All American Racers               | Chris Cord (en) Steve Millen (en)                                       | Toyota Celica Turbo                        | G     | 681   | + 72 tours            |
| 8    | GTO    | 98 | All American Racers               | Chris Cord (en) Steve Millen (en)                                       | Toyota L4 2000 cc Turbo                    | G     | 681   | + 72 tours            |
| 9    | GTO    | 22 | Roush Racing                      | Deborah Gregg Bobby Akin Scott Pruett Scott Goodyear                    | Ford Mustang                               | B     | 649   | + 104 tours           |
| 9    | GTO    | 22 | Roush Racing                      | Deborah Gregg Bobby Akin Scott Pruett Scott Goodyear                    | Ford 6000 cc N/A                           | B     | 649   | + 104 tours           |
| 10   | GTU    | 71 | Team Highball                     | Amos Johnson (de) Dennis Shaw Bob Lazier                                | Mazda RX-7                                 | Y     | 642   | + 111 tours           |
| 10   | GTU    | 71 | Team Highball                     | Amos Johnson (de) Dennis Shaw Bob Lazier                                | Mazda 12A 1200 cc Rotary                   | Y     | 642   | + 111 tours           |
| 11   | Lights | 01 | Spice Engineering/AT&T            | Cor Euser Bob Earl Don Bell Jeff Kline (de)                             | Spice SE86CL                               | G     | 630   | + 123 tours           |
| 11   | Lights | 01 | Spice Engineering/AT&T            | Cor Euser Bob Earl Don Bell Jeff Kline (de)                             | Pontiac L4 3000 cc N/A                     | G     | 630   | + 123 tours           |
| 12   | Lights | 42 | White Allen Porsche               | Howard Cherry John Higgins James King Chip Mead (en)                    | Fabcar CL                                  | G     | 626   | + 127 tours           |
| 12   | Lights | 42 | White Allen Porsche               | Howard Cherry John Higgins James King Chip Mead (en)                    | Porsche Type 901 F6 2v SOHC 2993 cc N/A    | G     | 626   | + 127 tours           |
| 13   | GTU    | 82 | Aspen Inn                         | Mike Mees Dick Greer John Finger                                        | Mazda RX-7                                 | Y     | 622   | + 131 tours           |
| 13   | GTU    | 82 | Aspen Inn                         | Mike Mees Dick Greer John Finger                                        | Mazda Rotary                               | Y     | 622   | + 131 tours           |
| 14   | Lights | 36 | Erie Scientific Racing            | John Grooms Tom Bagley (en) Frank Jellinek (de) Augie Pabst             | Badger BB                                  | F     | 621   | + 132 tours           |
| 14   | Lights | 36 | Erie Scientific Racing            | John Grooms Tom Bagley (en) Frank Jellinek (de) Augie Pabst             | Mazda 13B 2R 1308 cc Rotary                | F     | 621   | + 132 tours           |
| 15   | GTO    | 30 | Skoal Bandit                      | Buz McCall Walt Bohren (en) Paul Dallenbach                             | Chevrolet Camaro                           | F     | 616   | + 137 tours           |
| 15   | GTO    | 30 | Skoal Bandit                      | Buz McCall Walt Bohren (en) Paul Dallenbach                             | Chevrolet V8 N/A                           | F     | 616   | + 137 tours           |
| 16   | Lights | 19 | Scott Schubot                     | Jim Brown Scott Schubot Linda Ludemann                                  | Tiga GT285                                 | G     | 597   | + 8 tours             |
| 16   | Lights | 19 | Scott Schubot                     | Jim Brown Scott Schubot Linda Ludemann                                  | Mazda 13B 2R 1308 cc Rotary                | G     | 597   | + 8 tours             |
| 17   | GTO    | 99 | All American Racers               | Ricky Rudd Jerrill Rice Juan-Manuel Fangio II                           | Toyota Celica Turbo                        | G     | 591   | Moteur                |
| 17   | GTO    | 99 | All American Racers               | Ricky Rudd Jerrill Rice Juan-Manuel Fangio II                           | Toyota L4 2000 cc Turbo                    | G     | 591   | Moteur                |
| 18   | GTU    | 09 | 901 Racing                        | Peter Uria Larry Figaro John Hayes-Harlow Kyle Rathbun                  | Porsche 911 Carrera RSR                    |       | 580   | + 173 tours           |
| 18   | GTU    | 09 | 901 Racing                        | Peter Uria Larry Figaro John Hayes-Harlow Kyle Rathbun                  | Porsche F6 2v SOHC N/A                     |       | 580   | + 173 tours           |
| 19   | GTO    | 38 | Mandeville Auto Tech              | Roger Mandeville (de) Kelly Marsh Danny Smith                           | Mazda RX-7                                 | Y     | 572   | + 181 tours           |
| 19   | GTO    | 38 | Mandeville Auto Tech              | Roger Mandeville (de) Kelly Marsh Danny Smith                           | Mazda Rotary                               | Y     | 572   | + 181 tours           |
| 20   | GTO    | 33 | Roush Racing                      | Bruce Jenner Todd Morici Gary Baker (en)                                | Ford Mustang                               | B     | 571   | + 182 tours           |
| 20   | GTO    | 33 | Roush Racing                      | Bruce Jenner Todd Morici Gary Baker (en)                                | Ford                                       | B     | 571   | + 182 tours           |
| 21   | Lights | 27 | MSB Racing                        | Dave Cowart (de) Kenper Miller (de) Jim Fowells Mike Meyer              | Argo JM19                                  | H     | 566   | + 187 tours           |
| 21   | Lights | 27 | MSB Racing                        | Dave Cowart (de) Kenper Miller (de) Jim Fowells Mike Meyer              | Mazda 13B Racing 2R 1308 cc Rotary         | H     | 566   | + 187 tours           |
| 22   | Lights | 66 | R M Racing                        | Charles Morgan Chris Gennone Jim Rothbarth Mike Meyer                   | Royale RP40                                |       | 554   | + 199 tours           |
| 22   | Lights | 66 | R M Racing                        | Charles Morgan Chris Gennone Jim Rothbarth Mike Meyer                   | Mazda 13B Racing 2R 1308 cc Rotary         |       | 554   | + 199 tours           |
| 23   | GTU    | 75 | CCR                               | Max Jones Bart Kendall Tom Kendall                                      | Mazda RX-7                                 | F     | 522   | Moteur                |
| 23   | GTU    | 75 | CCR                               | Max Jones Bart Kendall Tom Kendall                                      | Mazda Rotary                               | F     | 522   | Moteur                |
| 24   | GTO    | 21 | Western Chemical                  | Robert Peters Tom Nehl Kent Painter                                     | Chevrolet Camaro                           | Y     | 520   | Moteur                |
| 24   | GTO    | 21 | Western Chemical                  | Robert Peters Tom Nehl Kent Painter                                     | Chevrolet 354 V8 N/A                       | Y     | 520   | Moteur                |
| 25   | GTO    | 20 | Hi-Tech Coating                   | Tom Juckette Bill McDill Mike Laws Richard McDill                       | Chevrolet Camaro                           |       | 520   | + 233 tours           |
| 25   | GTO    | 20 | Hi-Tech Coating                   | Tom Juckette Bill McDill Mike Laws Richard McDill                       | Chevrolet V8 N/A                           |       | 520   | + 233 tours           |
| 26   | GTO    | 26 | Bob's Speed Products              | Ken Bupp Guy Church Del Russo Taylor                                    | Pontiac Firebird                           | G     | 510   | + 243 tours           |
| 26   | GTO    | 26 | Bob's Speed Products              | Ken Bupp Guy Church Del Russo Taylor                                    | Pontiac V8 N/A                             | G     | 510   | + 243 tours           |
| 27   | GTU    | 68 | Schaderacing                      | Steve DePoyster Mike Jocelyn Jim Kurz Bob Schader                       | Mazda RX-7                                 | F     | 503   | + 250 tours           |
| 27   | GTU    | 68 | Schaderacing                      | Steve DePoyster Mike Jocelyn Jim Kurz Bob Schader                       | Mazda Rotary                               | F     | 503   | + 250 tours           |
| 28   | GTU    | 78 | Chambers Racing                   | Dennis Chambers Mike Meyer Tom Burdsall                                 | Mazda RX-7                                 | G     | 498   | + 255 tours           |
| 28   | GTU    | 78 | Chambers Racing                   | Dennis Chambers Mike Meyer Tom Burdsall                                 | Mazda Rotary                               | G     | 498   | + 255 tours           |
| 29   | GTO    | 29 | OMR Engines                       | Gene Felton (en) Oma Kimbrough Hoyt Overbagh Lee Perkinson              | Chevrolet Camaro                           | H     | 470   | + 283 tours           |
| 29   | GTO    | 29 | OMR Engines                       | Gene Felton (en) Oma Kimbrough Hoyt Overbagh Lee Perkinson              | Chevrolet V8 N/A                           | H     | 470   | + 283 tours           |
| 30   | GTU    | 00 | S Squared Engineering             | Charles Slater (de) Ernie Senator Dave Duttinger                        | Porsche 911 Carrera RSR                    |       | 414   | + 339 tours           |
| 30   | GTU    | 00 | S Squared Engineering             | Charles Slater (de) Ernie Senator Dave Duttinger                        | Porsche F6 2v SOHC N/A                     |       | 414   | + 339 tours           |
| 31   | GTO    | 28 | Protofab Racing                   | Greg Pickett Darrell Waltrip Terry Labonte                              | Chevrolet Camaro                           | G     | 410   | Différentiel          |
| 31   | GTO    | 28 | Protofab Racing                   | Greg Pickett Darrell Waltrip Terry Labonte                              | Chevrolet V8 N/A                           | G     | 410   | Différentiel          |
| 32   | Lights | 96 | Hessert Racing                    | Tom Hessert Keith Rinzler Eduardo Dibos                                 | Tiga GT286                                 |       | 409   | Boite de vitesses     |
| 32   | Lights | 96 | Hessert Racing                    | Tom Hessert Keith Rinzler Eduardo Dibos                                 | Mazda 13B 2R 1308 cc Rotary                |       | 409   | Boite de vitesses     |
| 33   | GTO    | 24 | C A R Enterprises                 | Craig Rubright Garrett Jenkins Roy Newsome                              | Chevrolet Corvette                         |       | 404   | + 349 tours           |
| 33   | GTO    | 24 | C A R Enterprises                 | Craig Rubright Garrett Jenkins Roy Newsome                              | Chevrolet V8 N/A                           |       | 404   | + 349 tours           |
| 34   | GTO    | 6  | Protofab Racing                   | Wally Dallenbach Jr. John Jones (en) Tommy Riggins                      | Chevrolet Camaro                           | G     | 402   | Moteur                |
| 34   | GTO    | 6  | Protofab Racing                   | Wally Dallenbach Jr. John Jones (en) Tommy Riggins                      | Chevrolet V6 4500 cc N/A                   | G     | 402   | Moteur                |
| 35   | GTU    | 47 | Chaunce Wallace Racing            | Richard Oakley Chaunce Wallace Doug Mills Tom Burdsall                  | Mazda RX-7                                 | B     | 386   | Moteur                |
| 35   | GTU    | 47 | Chaunce Wallace Racing            | Richard Oakley Chaunce Wallace Doug Mills Tom Burdsall                  | Mazda Rotary                               | B     | 386   | Moteur                |
| 36   | GTP    | 51 | Cosmik-Roy Baker Racing           | Kóstas Los John Schneider (en) David Andrews                            | Tiga GC286                                 | A     | 354   | Boite de vitesses     |
| 36   | GTP    | 51 | Cosmik-Roy Baker Racing           | Kóstas Los John Schneider (en) David Andrews                            | Ford Cosworth DFL V8/90° 4v DOHC N/A       | A     | 354   | Boite de vitesses     |
| 37   | Lights | 63 | Certified Brakes Racing           | Jim Downing John O'Steen (de) John Maffucci                             | Argo JM19                                  | G     | 352   | Moteur                |
| 37   | Lights | 63 | Certified Brakes Racing           | Jim Downing John O'Steen (de) John Maffucci                             | Mazda 13B Racing 2R 1308 cc Rotary         | G     | 352   | Moteur                |
| 38   | GTO    | 32 | K & P Racing                      | Mark Kennedy Karl Keck Mark Montgomery David Fuller                     | Chevrolet Corvette                         |       | 346   | + 407 tours           |
| 38   | GTO    | 32 | K & P Racing                      | Mark Kennedy Karl Keck Mark Montgomery David Fuller                     | Chevrolet V8 N/A                           |       | 346   | + 407 tours           |
| 39   | GTO    | 87 | Morrison-Cook Motorsport          | Tommy Morrison Richard Ceppos Don Knowles Stu Hayner                    | Chevrolet Corvette                         | G     | 337   | Moteur                |
| 39   | GTO    | 87 | Morrison-Cook Motorsport          | Tommy Morrison Richard Ceppos Don Knowles Stu Hayner                    | Chevrolet V8 N/A                           | G     | 337   | Moteur                |
| 40   | GTP    | 7  | Zakspeed USA                      | Whitney Ganz David Hobbs Gianpiero Moretti                              | Ford Mustang Probe                         | G     | 328   | Moteur                |
| 40   | GTP    | 7  | Zakspeed USA                      | Whitney Ganz David Hobbs Gianpiero Moretti                              | Ford L4 4v 2100 cc Turbo                   | G     | 328   | Moteur                |
| 41   | GTO    | 83 | Sasco Motorsports                 | Tom Gaffney Paul Reisman Richard Stone Bob Hebert                       | Pontiac Firebird                           | H     | 316   | + 437 tours           |
| 41   | GTO    | 83 | Sasco Motorsports                 | Tom Gaffney Paul Reisman Richard Stone Bob Hebert                       | Pontiac                                    | H     | 316   | + 437 tours           |
| 42   | GTU    | 08 | Simms Romano                      | Vance Swifts John Drew Dean Hall (en) Paul Romano                       | Mazda RX-7                                 |       | 298   | + 355 tours           |
| 42   | GTU    | 08 | Simms Romano                      | Vance Swifts John Drew Dean Hall (en) Paul Romano                       | Mazda Rotary                               |       | 298   | + 355 tours           |
| 43   | GTP    | 8  | Primus Motorsport                 | Brian Redman Chris Kneifel (en) Elliot Forbes-Robinson Kees Nierop (en) | Porsche 962                                | G     | 283   | Moteur                |
| 43   | GTP    | 8  | Primus Motorsport                 | Brian Redman Chris Kneifel (en) Elliot Forbes-Robinson Kees Nierop (en) | Porsche Type 962/70 2,9 l Flat-6 Turbo     | G     | 283   | Moteur                |
| 44   | GTO    | 90 | Road Circuit Tech                 | Andy Petery (de) Les Delano Craig Carter                                | Buick Somerset                             |       | 281   | Moteur                |
| 44   | GTO    | 90 | Road Circuit Tech                 | Andy Petery (de) Les Delano Craig Carter                                | Buick                                      |       | 281   | Moteur                |
| 45   | GTU    | 17 | Al Bacon Racing                   | Al Bacon Rod Millen Bob Reed                                            | Mazda RX-7                                 | B     | 277   | Moteur                |
| 45   | GTU    | 17 | Al Bacon Racing                   | Al Bacon Rod Millen Bob Reed                                            | Mazda Rotary                               | B     | 277   | Moteur                |
| 46   | Lights | 89 | Ball Brothers Racing              | Steve Durst Mike Brockman (de) Tony Belcher Mark Abel                   | Spice SE86CL                               | G     | 273   | Moteur                |
| 46   | Lights | 89 | Ball Brothers Racing              | Steve Durst Mike Brockman (de) Tony Belcher Mark Abel                   | Pontiac L4 3000 cc N/A                     | G     | 273   | Moteur                |
| 47   | GTO    | 76 | Peerless/Hendrick                 | Jack Baldwin (en) Eppie Wietzes John Lloyd                              | Chevrolet Camaro                           | G     | 261   | Moteur                |
| 47   | GTO    | 76 | Peerless/Hendrick                 | Jack Baldwin (en) Eppie Wietzes John Lloyd                              | Chevrolet V8 5500 cc N/A                   | G     | 261   | Moteur                |
| 48   | GTP    | 52 | Hendrick Motorsports              | Sarel van der Merwe Doc Bundy (en)                                      | Chevrolet Corvette GTP                     | G     | 255   | Turbo                 |
| 48   | GTP    | 52 | Hendrick Motorsports              | Sarel van der Merwe Doc Bundy (en)                                      | Chevrolet 183/Falconer V6 2v 3000 cc Turbo | G     | 255   | Turbo                 |
| 49   | Lights | 80 | Gaston Andrey Racing              | Roger Andrey Angelo Pallavicini (de) Uli Bieri                          | Alba AR2                                   | B     | 246   | Moteur                |
| 49   | Lights | 80 | Gaston Andrey Racing              | Roger Andrey Angelo Pallavicini (de) Uli Bieri                          | Ferrari 308 V8 3000 cc N/A                 | B     | 246   | Moteur                |
| 50   | GTP    | 25 | DeAtley Motorsports               | Jerry Brassfield Michael Roe John Bauer Norton Gaston                   | March 85G                                  | G     | 245   | Problèmes électriques |
| 50   | GTP    | 25 | DeAtley Motorsports               | Jerry Brassfield Michael Roe John Bauer Norton Gaston                   | Chevrolet V8 N/A                           | G     | 245   | Problèmes électriques |
| 51   | Lights | 31 | Gebhardt Racing USA               | Stanley Dickens Frank Jelinski Gary Robinson Greg Hobbs                 | Gebhardt JC853                             | A     | 236   | Moteur                |
| 51   | Lights | 31 | Gebhardt Racing USA               | Stanley Dickens Frank Jelinski Gary Robinson Greg Hobbs                 | BMW M12/7 L4 2000 cc N/A                   | A     | 236   | Moteur                |
| 52   | GTO    | 64 | Raintree Corporation              | Ken Johnson (en) Maurice Hassey Lanny Hester                            | Ford Mustang                               |       | 225   | Feu                   |
| 52   | GTO    | 64 | Raintree Corporation              | Ken Johnson (en) Maurice Hassey Lanny Hester                            | Ford                                       |       | 225   | Feu                   |
| 53   | GTO    | 55 | Greg Walker Racing                | Nort Northam Scott Lagasse (en) Dennis Krueger Greg Walker              | Chevrolet Corvette                         |       | 223   | Moteur                |
| 53   | GTO    | 55 | Greg Walker Racing                | Nort Northam Scott Lagasse (en) Dennis Krueger Greg Walker              | Chevrolet V8 N/A                           |       | 223   | Moteur                |
| 54   | GTP    | 44 | Group 44                          | Bob Tullius Hurley Haywood John Morton                                  | Jaguar XJR-7                               | G     | 216   | Moteur                |
| 54   | GTP    | 44 | Group 44                          | Bob Tullius Hurley Haywood John Morton                                  | Jaguar 6,5 l V12 Atmo                      | G     | 216   | Moteur                |
| 55   | GTO    | 92 | Van Every Racing                  | Lance Van Every Rusty Bond Ash Tisdelle                                 | Chevrolet Camaro                           |       | 202   | Accident              |
| 55   | GTO    | 92 | Van Every Racing                  | Lance Van Every Rusty Bond Ash Tisdelle                                 | Chevrolet V8 N/A                           |       | 202   | Accident              |
| 56   | GTP    | 86 | Bayside Disposal Racing           | Jochen Mass Klaus Ludwig                                                | Porsche 962                                | G     | 144   | Châssis               |
| 56   | GTP    | 86 | Bayside Disposal Racing           | Jochen Mass Klaus Ludwig                                                | Porsche Type 962/72 3,0 l Flat-6 Turbo     | G     | 144   | Châssis               |
| 57   | GTO    | 77 | Brooks Racing                     | Bobby Archer Tommy Archer Robert Lappalainen (fi) Leo Franchi           | Chevrolet Camaro                           | G     | 121   | Moteur                |
| 57   | GTO    | 77 | Brooks Racing                     | Bobby Archer Tommy Archer Robert Lappalainen (fi) Leo Franchi           | Chevrolet V8 N/A                           | G     | 121   | Moteur                |
| 58   | GTP    | 4  | Roush Racing                      | Scott Pruett Pete Halsmer (en) Tom Gloy (en)                            | Ford Mustang Maxum GTP                     | B     | 120   | Suspension            |
| 58   | GTP    | 4  | Roush Racing                      | Scott Pruett Pete Halsmer (en) Tom Gloy (en)                            | Ford V8 N/A                                | B     | 120   | Suspension            |
| 59   | Lights | 23 | Motion Promotions                 | George Petrilak Graham Duxbury (en) Bill Jacobson Helmut Silberberger   | Argo JM16                                  |       | 119   | Boite de vitesses     |
| 59   | Lights | 23 | Motion Promotions                 | George Petrilak Graham Duxbury (en) Bill Jacobson Helmut Silberberger   | Buick V6 3000 cc N/A                       |       | 119   | Boite de vitesses     |
| 60   | Lights | 9  | Essex Racing                      | Steve Phillips Howard Katz Ron Nelson                                   | Tiga GT285                                 |       | 111   | Moteur                |
| 60   | Lights | 9  | Essex Racing                      | Steve Phillips Howard Katz Ron Nelson                                   | Mazda 13B 2R 1308 cc Rotary                |       | 111   | Moteur                |
| 61   | GTO    | 13 | Go Racing                         | Keith Lawhorn Vince Gimondo Ken Grostic                                 | Oldsmobile Calais                          |       | 104   | Châssis               |
| 61   | GTO    | 13 | Go Racing                         | Keith Lawhorn Vince Gimondo Ken Grostic                                 | Oldsmobile                                 |       | 104   | Châssis               |
| 62   | GTP    | 67 | Uniroyal Goodrich ( Busby Racing) | Bob Wollek Jim Busby Darin Brassfield (en)                              | Porsche 962                                | BF    | 89    | Moteur                |
| 62   | GTP    | 67 | Uniroyal Goodrich ( Busby Racing) | Bob Wollek Jim Busby Darin Brassfield (en)                              | Porsche Type 962/72 3,0 l Flat-6 Turbo     | BF    | 89    | Moteur                |
| 63   | GTO    | 5  | Paul Canary Racing                | Paul Canary Jerry Winston Phil Currin Richard Bryan Benton Bryan        | Chevrolet Corvette                         |       | 88    | Moteur                |
| 63   | GTO    | 5  | Paul Canary Racing                | Paul Canary Jerry Winston Phil Currin Richard Bryan Benton Bryan        | Chevrolet V8 N/A                           |       | 88    | Moteur                |
| 64   | GTU    | 54 | SP Racing                         | Bill Auberlen Karl Durkheimer Dieter Oest Gary Auberlen                 | Porsche 911 Carrera                        | B     | 87    | Moteur                |
| 64   | GTU    | 54 | SP Racing                         | Bill Auberlen Karl Durkheimer Dieter Oest Gary Auberlen                 | Porsche F6 2v SOHC N/A                     | B     | 87    | Moteur                |
| 65   | GTO    | 88 | Morrison-Cook Motorsport          | John Heinricy (en) Bob McConnell Bill Adam (en) Bobby Carradine         | Chevrolet Corvette                         | G     | 77    | Moteur                |
| 65   | GTO    | 88 | Morrison-Cook Motorsport          | John Heinricy (en) Bob McConnell Bill Adam (en) Bobby Carradine         | Chevrolet V8 N/A                           | G     | 77    | Moteur                |
| 66   | GTO    | 74 | Whitehall Rocketsports            | Paul Gentilozzi Irv Hoerr (en) Ted Boody                                | Oldsmobile Toronado                        | F     | 52    | Accident              |
| 66   | GTO    | 74 | Whitehall Rocketsports            | Paul Gentilozzi Irv Hoerr (en) Ted Boody                                | Oldsmobile                                 | F     | 52    | Accident              |
| 67   | Lights | 43 | White Allen Porsche               | Tom Pumpelly Scott Overby Tim McAdam Thomas Schwietz                    | Fabcar CL                                  | G     | 42    | Fuite d'huile         |
| 67   | Lights | 43 | White Allen Porsche               | Tom Pumpelly Scott Overby Tim McAdam Thomas Schwietz                    | Porsche Type 901 F6 2v SOHC 2993 cc N/A    | G     | 42    | Fuite d'huile         |
| 68   | GTU    | 41 | Hugo Gralia                       | Hugo Gralia Dennis Dobkin Carlos Padrera Secondo Tagliero               | Mazda RX-7                                 | H     | 30    | Pompe à huile         |
| 68   | GTU    | 41 | Hugo Gralia                       | Hugo Gralia Dennis Dobkin Carlos Padrera Secondo Tagliero               | Mazda Rotary                               | H     | 30    | Pompe à huile         |
| 69   | Lights | 79 | Whitehall Rocketsports            | Paul Lewis (en) Skeeter McKitterick (de) Tom Winters                    | Alba AR5                                   | F     | 28    | Moteur                |
| 69   | Lights | 79 | Whitehall Rocketsports            | Paul Lewis (en) Skeeter McKitterick (de) Tom Winters                    | Oldsmobile 3000 cc N/A                     | F     | 28    | Moteur                |